# 李曙光 (地球化学家)
李曙光（1941年2月15日—），中国地球化学家。

## 生平
出生于陕西咸阳。1965年毕业于中国科学技术大学地球化学专业。2003年当选为中国科学院院士。中国科学技术大学教授。